# Khubilai khan
Khubilai khan (mongoliska: Хубилай, Chubilai;  kinesiska: 忽必烈, Hūbìliè), född 1215, död 1294, var grundare av den kines-mongoliska Yuandynastin (1271–1368). Han var andre son till Djingis khans fjärde son, Tolui. och hette ursprungligen Kublai Borjigin. Från 1260 fram till sin död var han khan över Mongolväldet.

## Biografi
Kublai khan var på 1250-talet ståthållare i norra Kina åt sin äldre bror Möngke och blev efter Möngkes död 1259 mongolernas khagan ("storkhan"), och hans välde räckte då ända till Rus och Persien i väster. Hans sommarhuvudstad, Xanadu, blev mytomspunnen för sin prakt. År 1253 erövras kungariket Dali under ledning av Kublai khan.
Officiellt flyttade Kublai khan 1264 mongolväldets huvudstad till Zhongdu (dagens Peking, på mongoliska Khanbalik (äldre transkribering Kanbaluk), "khanens stad", av Marco Polo uppfattad som Cambaluc), där han beordrade uppförandet av staden Dadu.
År 1271 grundade Kublai khan Yuandynastin trots att hela Songdynastin ännu inte var erövrad. Han kom i vissa delar att använda den tidigare Songdynastins byråkrati, men han avskaffade examinationssystemet för tjänstemän. I den mongoliska traditionen var det självklart att en ämbetsman ersattes av sin son. Kublai khan byggde 1272 Trumtornet i Yanjing. Detta restaurerades dock under Mingdynastin och fick då sitt nuvarande utseende. Kublai khan grundade även Konfuciustemplet som senare byggdes upp av Kublai khans sonson Temur.
| ”            | Kublai, som kallas storkhanen eller härskarnas härskare, är av medellängd, det vill säga varken för stor eller för liten, hans lemmar är välbildade och hela hans gestalt är proportionerlig. Han har ljus hy, ibland överdragen med en lätt rodnad av rosens skära färg, vilket skänker mycket behag åt hans ansiktsuttryck | „ |
| – Marco Polo | |   |

Den kinesiska Songdynastin i söder störtades slutligen 1279. Hans försök att från Korea göra sig till herre över Japan (se mongoliska invasionerna av Japan), samt hans angrepp på Java och Vietnam misslyckades dock. Han förde även krig i Burma och Tonkin och underlade sig Tibet. I Kina höll han ett glänsande hov, vid vilket Marco Polo vistades 1275-1292, och vårdade sig såväl om handel, näringar och samfärdsel som om den lärda odlingen. Från påven begärde Kublai i början av sin regering europeiska missionärer, men övergick sedan till den tibetanska buddhismen under påverkan från sin lärare Drogön Chögyal Phagpa.